# Leonardo Koutris
Leonardo Koutris (en griego: Λεονάρντο Κούτρης; Ribeirao Preto, 23 de julio de 1995) es un futbolista brasileño, nacionalizado griego, que juega en la demarcación de defensa para el Pogoń Szczecin de la Ekstraklasa.

## Selección nacional
Tras jugar con la selección de fútbol sub-18 de Grecia, la sub-19 y con la sub-21, finalmente hizo su debut con la selección absoluta el 15 de noviembre de 2018 en un encuentro de la Liga de Naciones de la UEFA 2018-19 contra Finlandia, partido que finalizó con un resultado de 1-0 a favor del combinado griego tras el autogol de Albin Granlund.

## Clubes
| Club                        | País     | Año       | Partidos | Goles |
| --------------------------- | -------- | --------- | -------- | ----- |
| Ergotelis F. C.             | Grecia   | 2013-2016 | 39       | 1     |
| PAS Giannina F. C.          | Grecia   | 2016-2017 | 34       | 1     |
| Olympiacos F. C.            | Grecia   | 2017-2020 | 65       | 1     |
| R. C. D. Mallorca (cedido)  | España   | 2020      | 2        | 0     |
| Fortuna Düsseldorf (cedido) | Alemania | 2020-2022 | 29       | 0     |
| Olympiacos F. C.            | Grecia   | 2022      | 1        | 0     |
| Pogoń Szczecin              | Polonia  | 2023-     | 98       | 4     |